# دوبری دوبرف (بازیکن فوتبال)
دوبری دوبرف (بلغاری: Добри Добрев؛ زادهٔ ۲ مهٔ ۱۹۸۲) بازیکن فوتبال اهل بلغارستان است.
از باشگاه‌هایی که در آن بازی کرده است می‌توان به باشگاه فوتبال بوتو پلوودیو اشاره کرد.